# Purwosari (Purwodadi)
Purwosari is een bestuurslaag in het regentschap Purworejo van de provincie Midden-Java, Indonesië. Purwosari telt 1487 inwoners (volkstelling 2010).